# Sites préhistoriques des plateaux brabançons
Les sites préhistoriques des plateaux brabançons, dans le Brabant wallon, en Belgique, sont très nombreux. Cela n'est pas dû au hasard. Les prospections dans cette région agricole ont été particulièrement poussées depuis le XIXe siècle. Il en résulte de nombreuses collections conservées dans divers musées locaux et institutions de recherche.

## Paléolithique
Les traces les plus anciennes remontent au Paléolithique inférieur et moyen (sites de Braine-le-Comte, Grez-Doiceau, Virginal).

## Néolithique
Le Néolithique moyen (culture de Michelsberg) a laissé de nombreuses traces partout dans la région (Grez-Doiceau, Nil-Saint-Vincent, Nil-Saint-Martin, Orp, Chaumont-Gistoux, Nivelles, Ophain, Rhode-Saint-Genèse…). Il est à mettre en rapport avec l'intense activité minière d'extraction du silex à Spiennes et Orp-Jauche. D'autres matières plus locales ont été utilisées comme le jaspe d'Ottignies et le grès quartzite de Wommersomm.

## Âges des métaux
L'Âge du bronze est illustré par des dizaines de tombelles. Celles-ci ont parfois été conservées en surface, notamment dans le bois de la Houssière et le bois de Hal.
L'Âge du fer demeure bien représenté, surtout concernant l'aspect funéraire : tombelles de la culture des champs d'urnes et de la culture de Hallstatt à Court-Saint-Étienne, mais aussi à Ittre et Virginal, où les fouilles ont livré les restes d'habitats.